# میمون پشمالو دم‌زرد
میمون پشمالو دم‌زرد (نام علمی: Oreonax flavicauda) نام یک گونه از تیره عنکبوتی‌میمونان است.